# 包立身

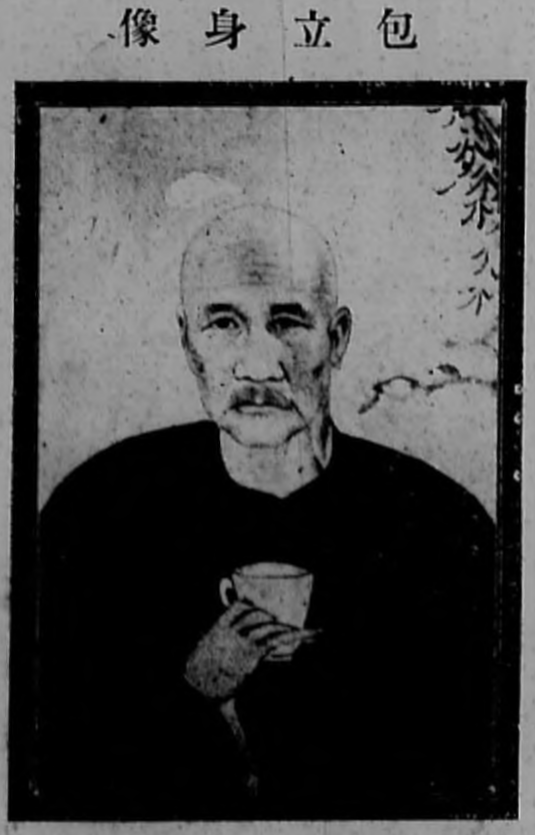

包 立身（ほう りっしん、Bao Lishen、1838年 - 1862年）は、清代の団練の指導者。
浙江省諸曁包村出身。朴訥な農民で村人から重んぜられることはなかったが、1860年より神仙に遇ったとして節食や結跏趺坐を行うようになった。1861年9月、太平天国軍が紹興・諸曁を次々と陥落させると、包立身は「東安義軍」という団練を組織した。包立身は村を出て太平天国軍と戦うことはなく、平時には香を焚いて黙坐していたが、いったん村に太平天国軍が侵攻すると戦闘の指揮をとってこれを退け、包立身は人々から神と崇められた。太平天国軍は降伏するように説得したが、包立身は拒否し、対峙すること9か月に及び、数十回の戦闘が行われた。その間、多くの人々が太平天国軍を避けて包村に避難してきたため、東安義軍の軍勢は膨れ上がったが、逆に太平天国軍の兵糧攻めに苦しむようになった。それでも包立身のカリスマ性により降伏を言い出す者はいなかった。1862年7月、包村は太平天国軍の総攻撃を受け、包立身は妹の包鳳英とともに迎撃したが、包立身は砲弾にあたって戦死し、包鳳英も自害して村は全滅した。